# Arrondissement Saint-Pierre (Réunion)
Arrondissement Saint-Pierre (fr. Arrondissement de Saint-Pierre) je správní územní jednotka ležící v zámořském departementu a regionu Réunion ve Francii. Člení se dále na 10 kantonů a 10 obcí.

## Kantony
- Saint-Benoît-2 (částečně)
- L'Étang-Salé (částečně)
- Saint-Joseph
- Saint-Louis-1
- Saint-Louis-2
- Saint-Pierre-1
- Saint-Pierre-2
- Saint-Pierre-3
- Le Tampon-1
- Le Tampon-2